# Franz Jakob Clemens
Franz Jakob Clemens (ur. 4 października 1815 w Koblencji, zm. 24 lutego 1862 w Rzymie) – niemiecki filozof i pisarz, znawca filozofii średniowiecza. Od 1855 profesor uniwersytetu w Bonn.
Uważał, że cała wiedza dzieli się na obszar dostępny rozumowi, który własnymi siłami dochodzi do prawdy i obszar dostępny wierze, która przyjmuje prawdy objawione przez Boga. Mimo różnic między rozumem i wiarą Clemens uważał, że istnieje między nimi harmonia.

## Prace
- "Giordano Bruno und Nikolaus von Kusa";
- "Die spekulative Theologie Günthers und die katholische Kirchenlehre"  (Kolonia 1853);
- "Die Wahrheit in dem Streit über Philosophie und Theologie" (Münster 1860).